# Ardisia hulletii
Ardisia hulletii är en viveväxtart som beskrevs av Carl Christian Mez. Ardisia hulletii ingår i släktet Ardisia och familjen viveväxter. Inga underarter finns listade i Catalogue of Life.